# 이재관 (화가)
이재관(李在寬, 1783년(정조 7년) ~ 1837년(헌종 3년))은 조선 후기의 화가이다. 본관은 용인(龍仁). 자는 원강(元剛), 호는 소당(小塘)이다.

## 생애
젊어서 아버지를 여의고 집이 가난하여 그림을 팔아 어머니를 봉양했다. 그림은 구름, 초목, 나는 새 등을 잘 그렸으며 초상화에도 뛰어났다. 1836년(헌종 2) 영흥(永興) 선원전(璿源殿)의 태조 어진(御眞)이 훼손된 것을 복원하였고 그 공으로 등산첨사(登山僉使)가 되었다.

## 화적
다음은 이재관이 그린 그림 중 일부이다.
- 덕수궁 미술관 소장
  - <송하인물도(松下人物圖)>
  - <초엽제시도(蕉葉題詩圖)>
  - <세한도(歲寒圖)>
  - <약산초상(若山肖像)>
- 개인 소장
  - <삼인해후도(三人邂逅圖)>
  - <북한산영루 회사생도(北漢山影樓會寫生圖)>

## 같이 보기
- 한국화
- 한국의 화가 목록
- 한국의 미술